# Heinrich I. (Isenburg-Grenzau)
Heinrich I. von Isenburg (* um 1155; † vor 1202) war Mitglied des Hauses Isenburg. Er war ab 1167 Herr von Isenburg und gilt durch die Heirat seines Sohnes mit Irmgard von Büdingen als Stammvater der Ober-Isenburger Linien.

## Leben und Wirken
Heinrich entstammte dem seit Mitte des 9. Jahrhunderts auftauchenden fränkischen Geschlecht der Isenburger, das sich durch die immer wieder vorkommenden Namen Reginbold und Gerlach kennzeichnete. Von Isenburg nannte sich das Geschlecht erst seit Anfang des 12. Jahrhunderts, als Heinrichs Ur-Ur-Großvater Gerlach I. mit seinem Bruder Rembold I. die Isenburg baute. Heinrichs hatte zwei Brüder namens Friedrich und Eberhard.
Nach dem Tod von Gerlach IV. von Isenburg wurde Heinrichs Onkel Rembold IV. Vormund von ihm und seinen Bruder Gerlach V. von Isenburg. Schließlich teilten Heinrich und Gerlach V. das Erbe ihres Vaters, wobei Heinrich vor allem die Westerwälder Teile um Sessenhausen und Heimbach erhielt. Beide Linien teilten sich allerdings noch die Stammburg Isenburg, wodurch die Burg den Charakter einer Ganerbenburg erhielt. Die Ganerbenburg Isenburg teilten sich um 1180 bereits vier Familienzweige, was ihn dazu brachte, sein Viertel der Burg für 500 Mark an den Erzbischof Philipp I. von Köln zu verkaufen.
Heinrichs Gemahlin stammte vermutlich aus dem Hause Leiningen, da Heinrichs Sohn einen erheblichen Teil des Leininger Erbes erbte, sowie das Cleeberger Erbe über Alveradis von Leiningen, der Gemahlin von Siegfried III. von Peilstein. Über die Leininger erklärt sich auch der Name von Heinrichs Tochter Lukardis, da eine Schwester von Friedrich I. von Leiningen eine Lucarde war, die mit Simon II. von Saarbrücken verheiratet war.  

## Familie
Heinrich war vermutlich mit einer unbenannten Schwester von Friedrich I. von Leiningen verheiratet. Das Paar hatte zwei Söhne und zwei Tochter:
- Heinrich II. (* um 1180; † zwischen 1222 und 1227), 1202 erwähnt,[4] Herr von Isenburg, 1213–1227 Herr von Isenburg-Grenzau, 1220 Herr von Limburg und Cleeberg, ⚭ Irmgard (* um 1180; † nach 1220), Tochter von Hermann von Büdingen
- Eberhard (* um 1185; † 1247), 1202 erwähnt,[4][5] Kanoniker der Mainzer Metropolitankirche, 1233 Propst in Limburg,[6] Kanoniker in Limburg
- Lukardis (* um 1189; † vor 1260), ⚭ I) Heinrich II. († um 1243), Herr von Hanau zu Dorfelden, Sohn von Reinhard II. von Dorfelden, Stammvater der Herren von Hanau, ⚭ II) nach 1243 Philipp I. († 1277), Herr von Bolanden-Hohenfels, Sohn von Philipp III. von Bolanden († 1220)
- Jutta (* um 1190), ⚭ Anselm (* um 1185; † nach 26. November 1249), Herr von Bicken, Gründete das Haus der Herren von Bicken